# ALA Arkitekter
ALA Arkitekter (engelska: ALA Architects) är en finländsk, internationellt verksam arkitektbyrå i Helsingfors i Finland, grundad 2005. Juho Grönholm (född 1975), Antti Nousjoki (född 1974) och Samuli Woolston (1975) är företagets huvudarkitekter.
Byrån har ritat offentliga byggnader och stationer och arbetar också med renovering, om- och tillbyggnation av befintliga byggnader. Renovering och tillbyggnation av Kuopio stadsteater och skapande av Villmanstrands nya stadsteater, en av finalisterna i tävlingen Finlandiapriset för arkitektur 2016, är exempel på byråns första, större arbeten i Finland. Kilden teater- och konserthus färdigställt 2011 i Kristiansand i Norge var arkitektbyråns första projekt och det är deras fram till och med 2018 största utlandsprojekt. Byggnaden utsågs samma år som vinnare i den finländska tävlingen "Årets stålkonstruktion".
ALA Arkitekter har vunnit i drygt tjugo inhemska eller internationella arkitekturtävlingar. 2013 vann företaget tävlingen om Helsingfors centrumbibliotek Ode, som invigs i anslutning till Finlands självständighetsdag 2018. Helsingfors centrumbibliotek byggt enligt ALA:s arkitektritningar och Rambolls konstruktionsritningar utsågs som "Årets stålkonstruktion" 2018.

## Priser och utmärkelser i urval
- Finländska priset för "Årets stålkonstruktion", 2018 (Helsingfors centrumbibliotek Ode)
- Arkitekturpriset Architizer A+ Awards, finalist 2015, 2017, 2018
- Finlandiapriset för arkitektur, nominerad, 2016
- Kuopio stads arkitekttävling, 2015
- Europeiska unionens pris för samtidsarkitektur - Mies van der Rohe-priset, nominerad, 2013 och 2015
- Finländska träarkitekturpriset, hedersomnämnande, 2014
- WAN-priset (World Architecture News pris), kortlistad, 2013
- USITT Architecture Merit Award, 2013
- Norska "ljuspriset" (belysning), hedersomnämnande, 2013
- Finska statens arkitekturpris, 2012
- Finländska priset för "Årets stålkonstruktion", 2011 (Kilden teater- och konserthus)
- Norska priset för betong i arkitektur, 2011
- Iakov Chernikhov-priset, nominerad, 2010
- Pietilä-priset för unga arkitekter, 2008

## Verk i urval
- Kilden teater- och konserthus, Kristiansand, Norge, klart 2011 (vinnare av arkitekttävling 2005)
- Kuopio stadsteater, Kuopio, Finland, totalrenovering och utbyggnad, klart 2014
- Villmanstrand nya stadsteater, klar 2015
- Aalto-universitetets metrostation, Esbo, Finland, klar 2017 (tillsammans med arkitekt Esa Piironen)
- Kägeluddens metrostation, Kägeludden, Otnäs, Esbo, Finland, klar 2017 (tillsammans med arkitekt Esa Piironen)
- Dipoli, Aalto-universitetets huvudbyggnad, Esbo, Finland, totalrenovering, klar 2017[6]
- Avrese- och ankomstterminalen vid Helsingfors-Vanda flygplats, Vanda, Finland, byggarbete pågår (vinnare av arkitekttävling 2017)[7][8]
- Finlands ambassad, New Delhi, Indien, totalrenovering och modernisering, klart 2018
- Helsingfors centrumbibliotek Ode, invigning 2018 (vinnare av arkitekttävling 2013)

## Bildgalleri

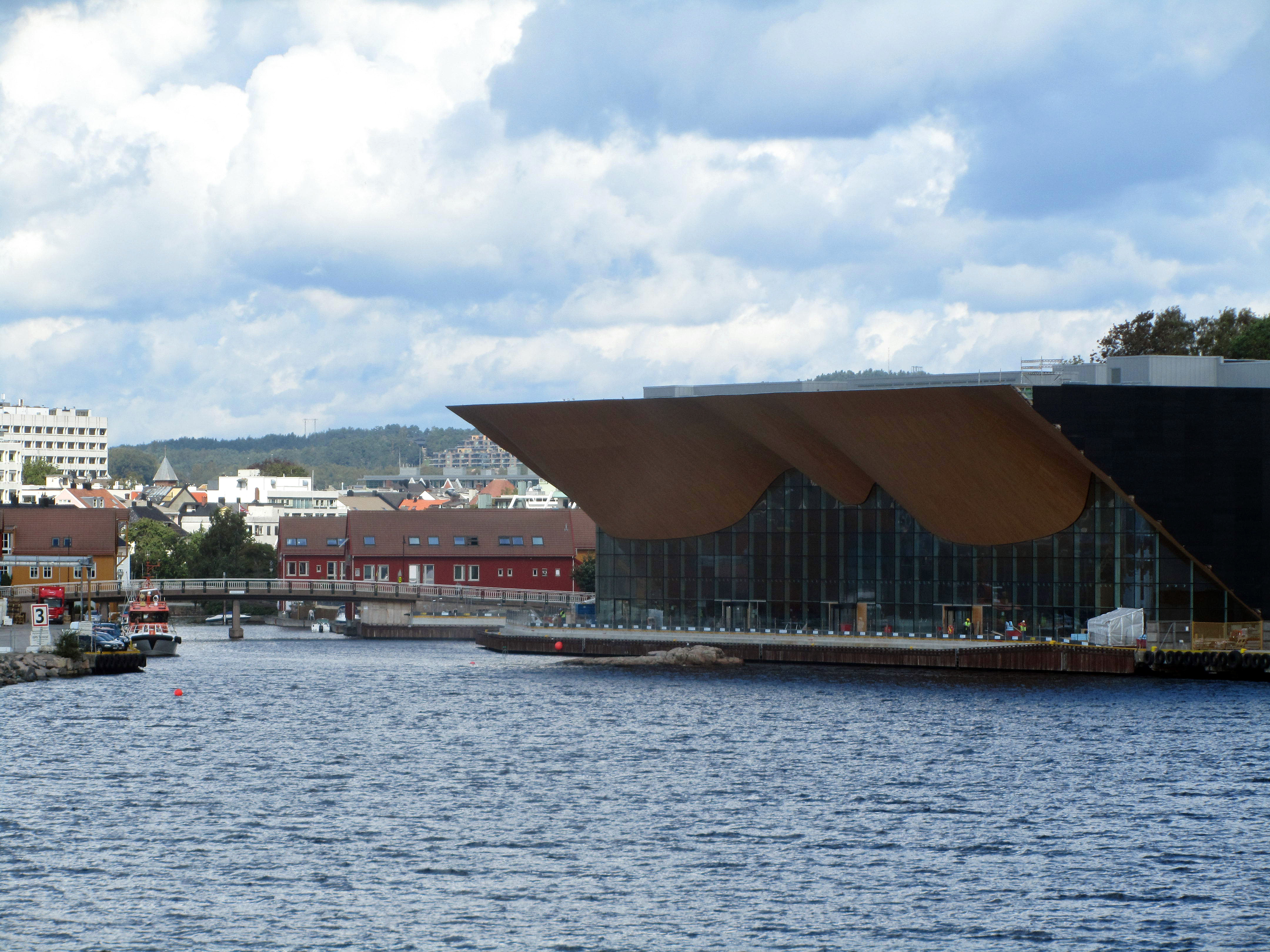
Kilden teater- och konserthus, Kristiansand, Norge, 2011
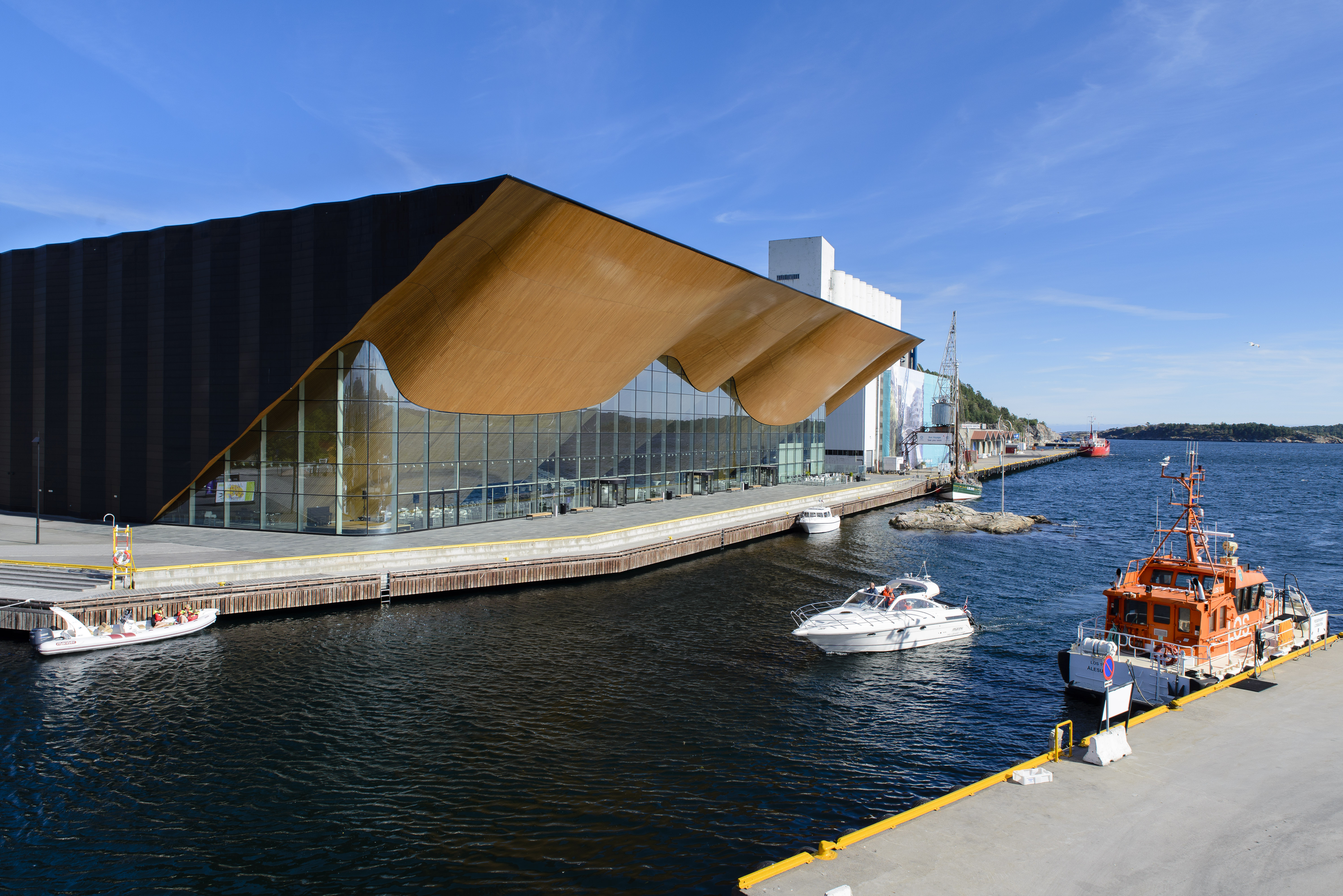
Kilden teater- och konserthus, Kristiansand, Norge, 2015
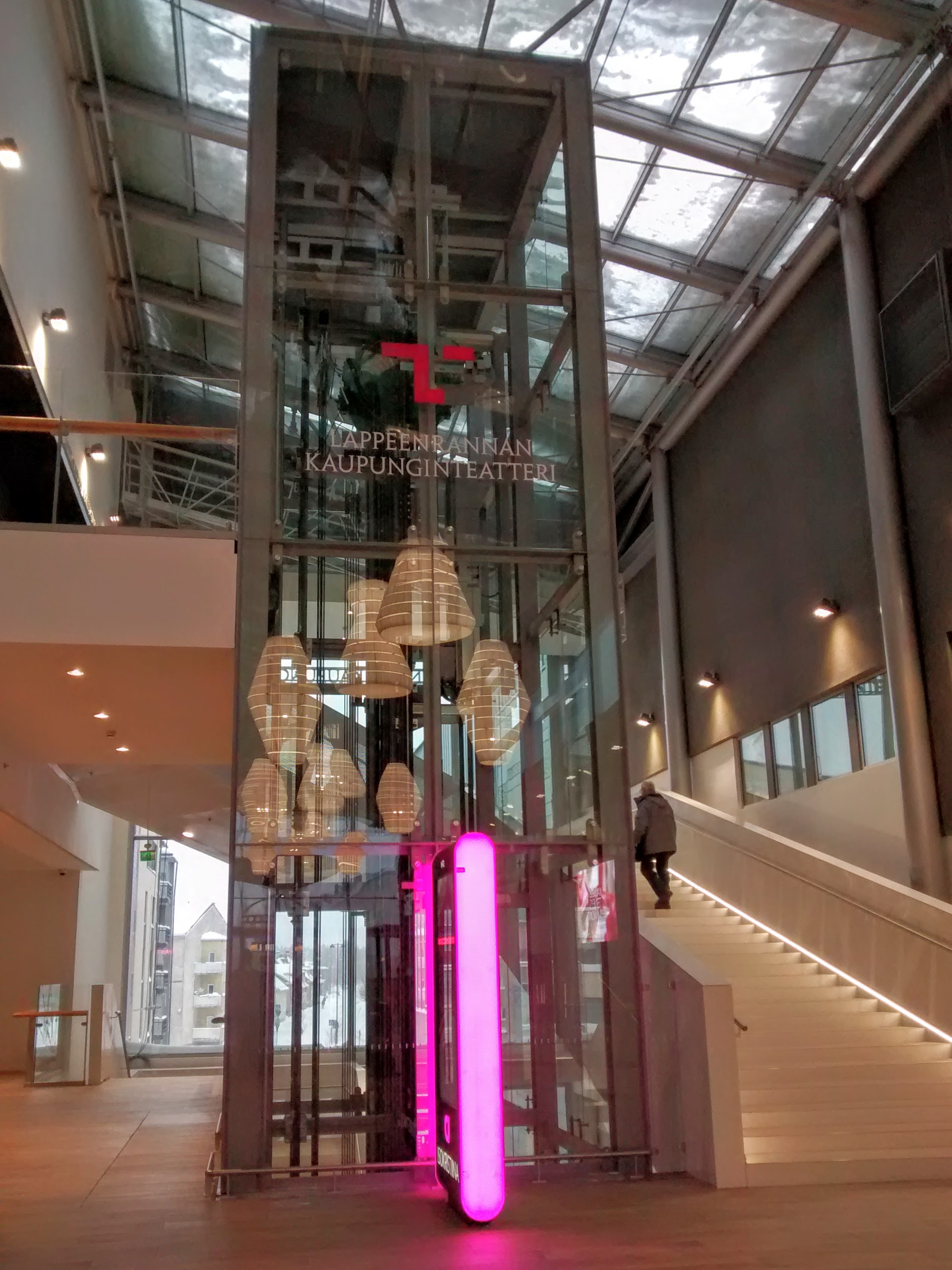
Villmanstrands nya stadsteater, interiör, 2016
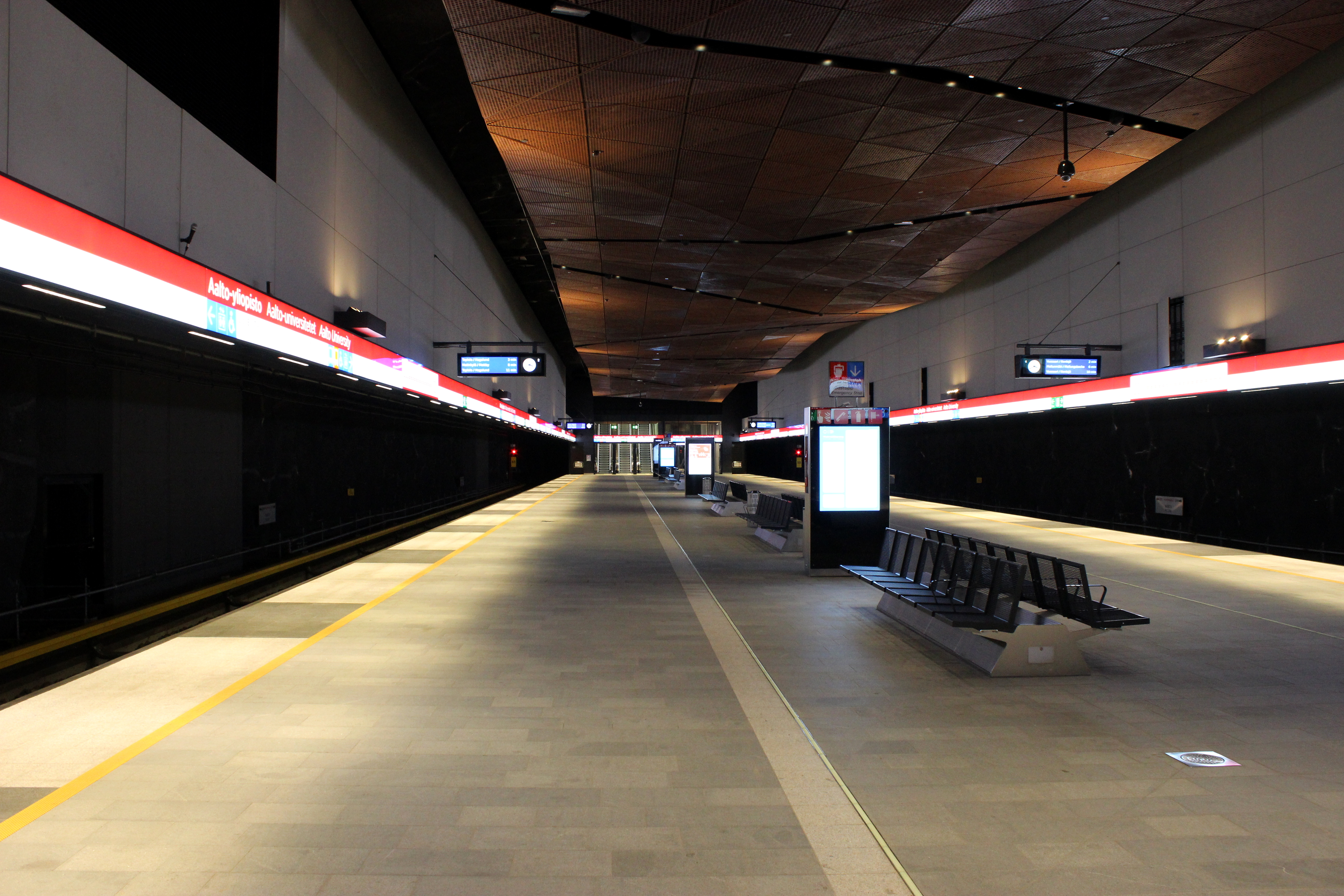
Aalto universitetets metrostation, interiör, 2017
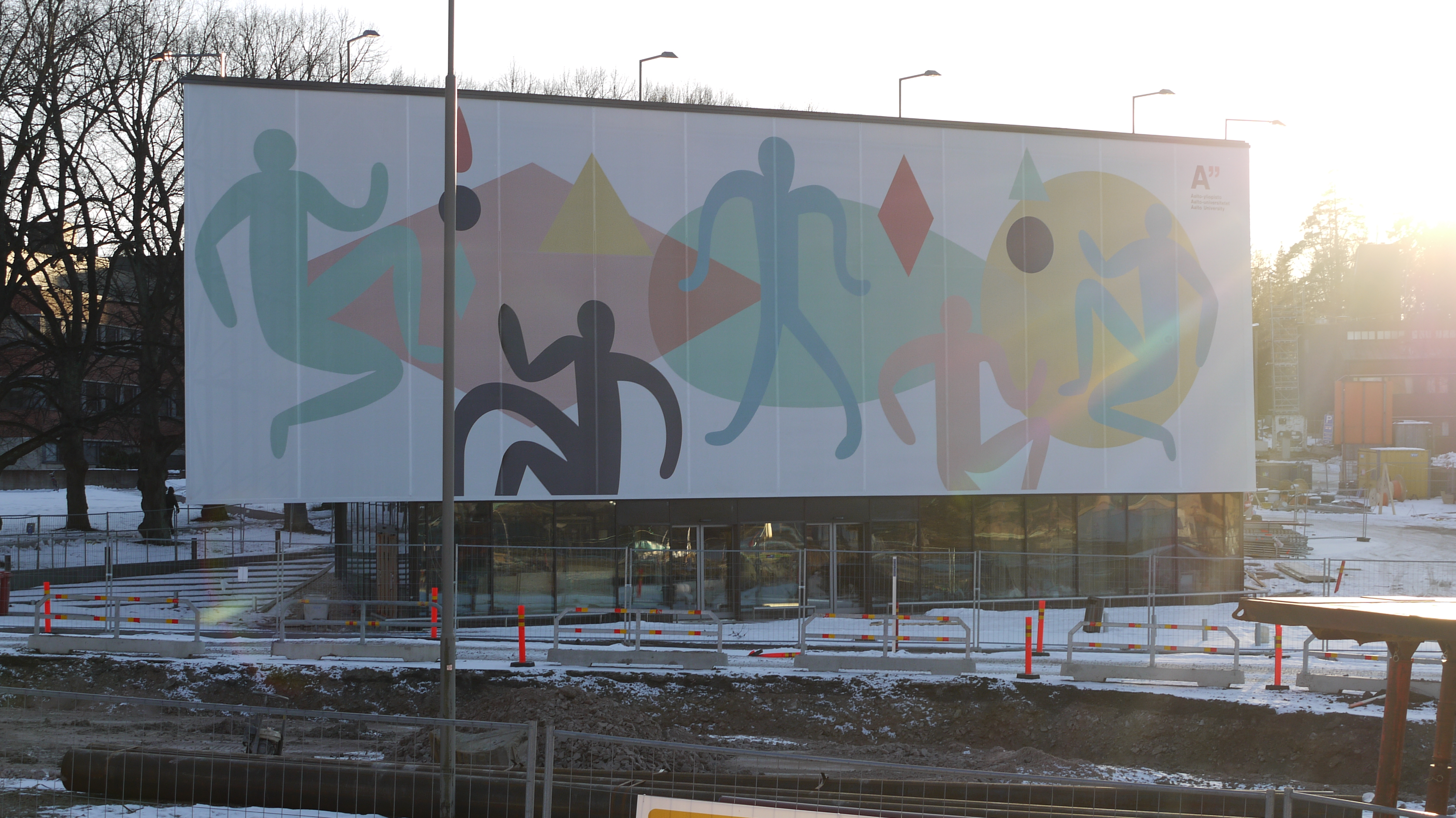
Aalto universitetets metrostation, huvudentrén, 2016
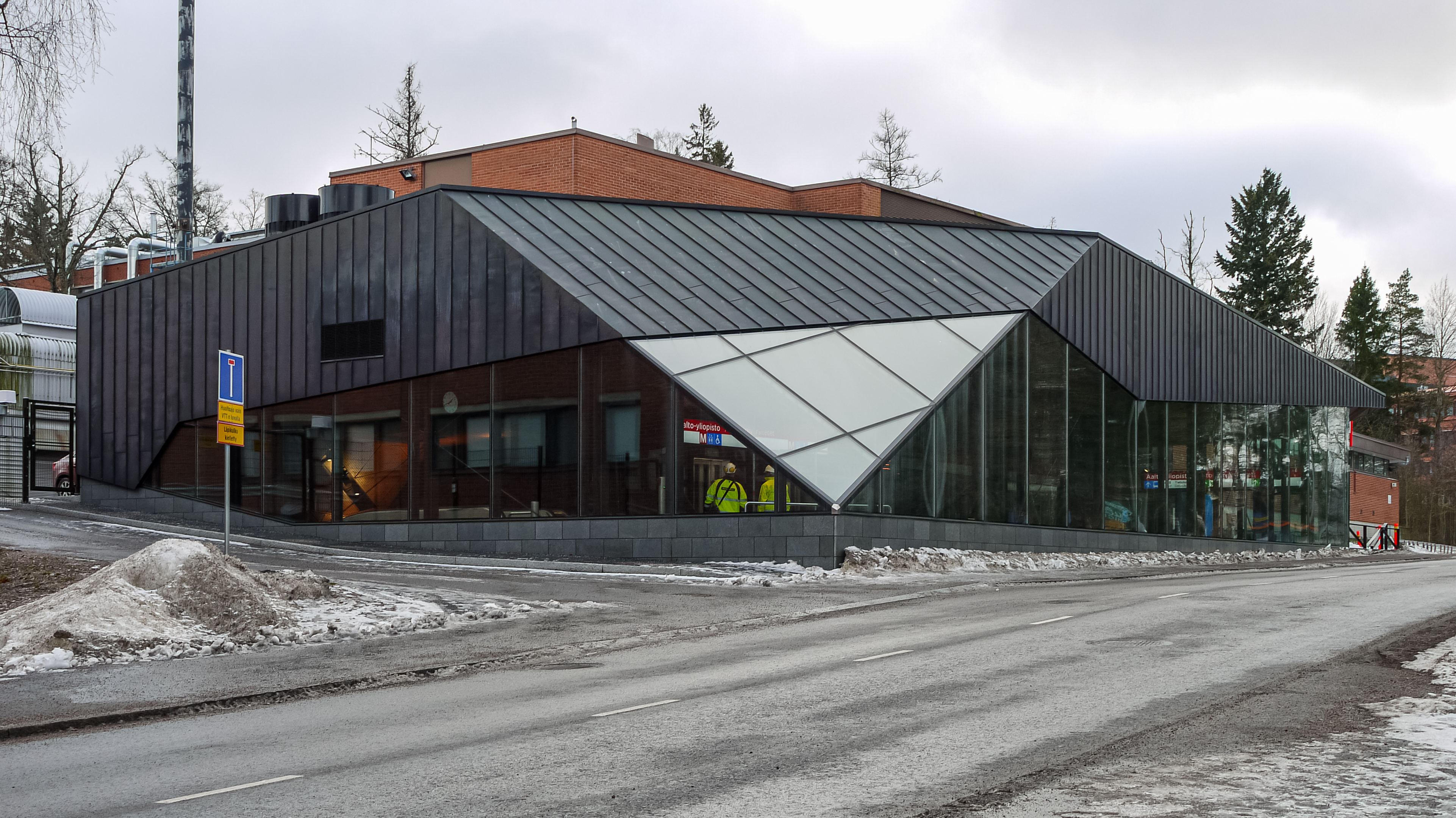
Aalto universitetets metrostation, entrén vid Teknologiska forskningscentralen i Otnäs, 2017
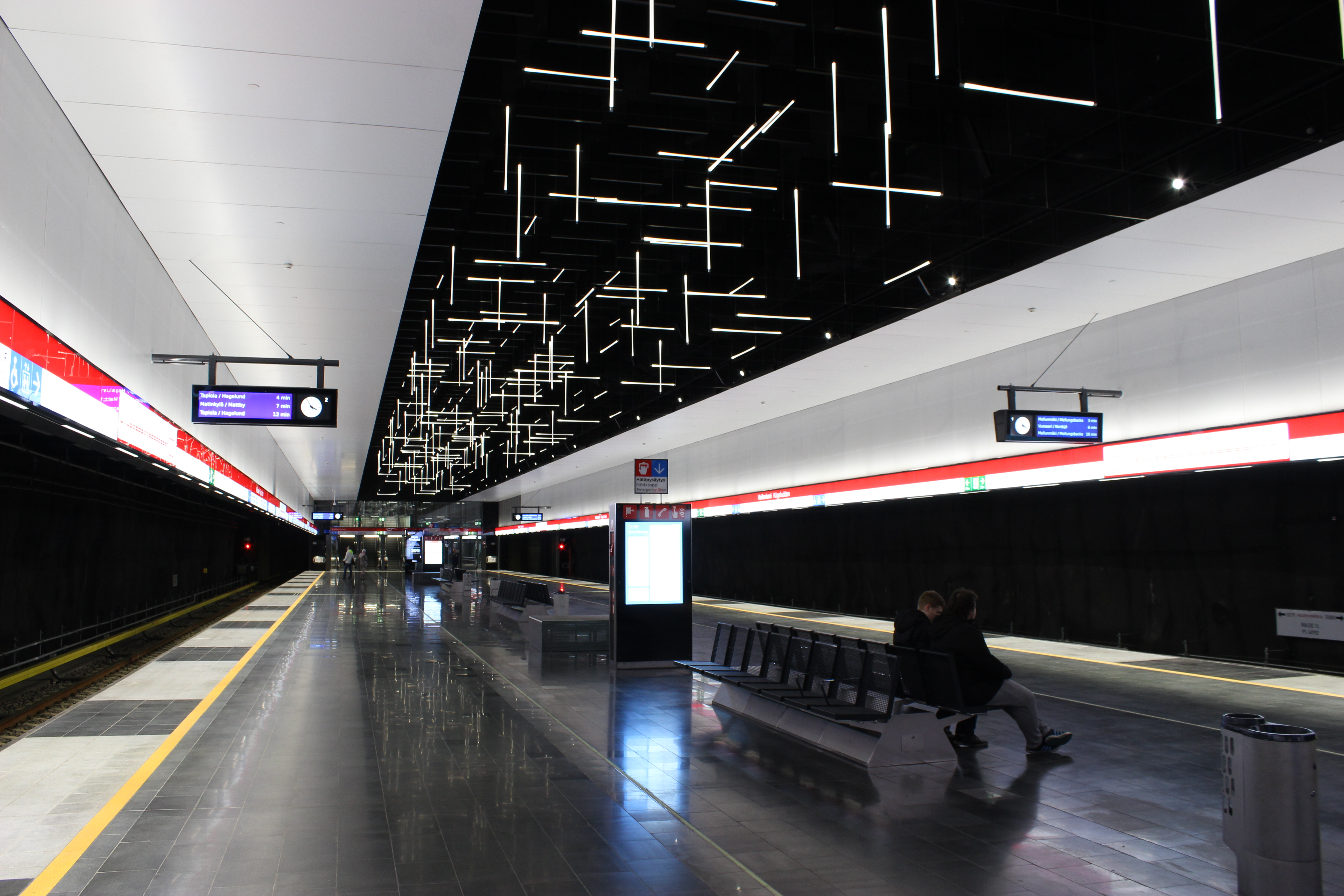
Kägeluddens metrostation, interiör, 2017
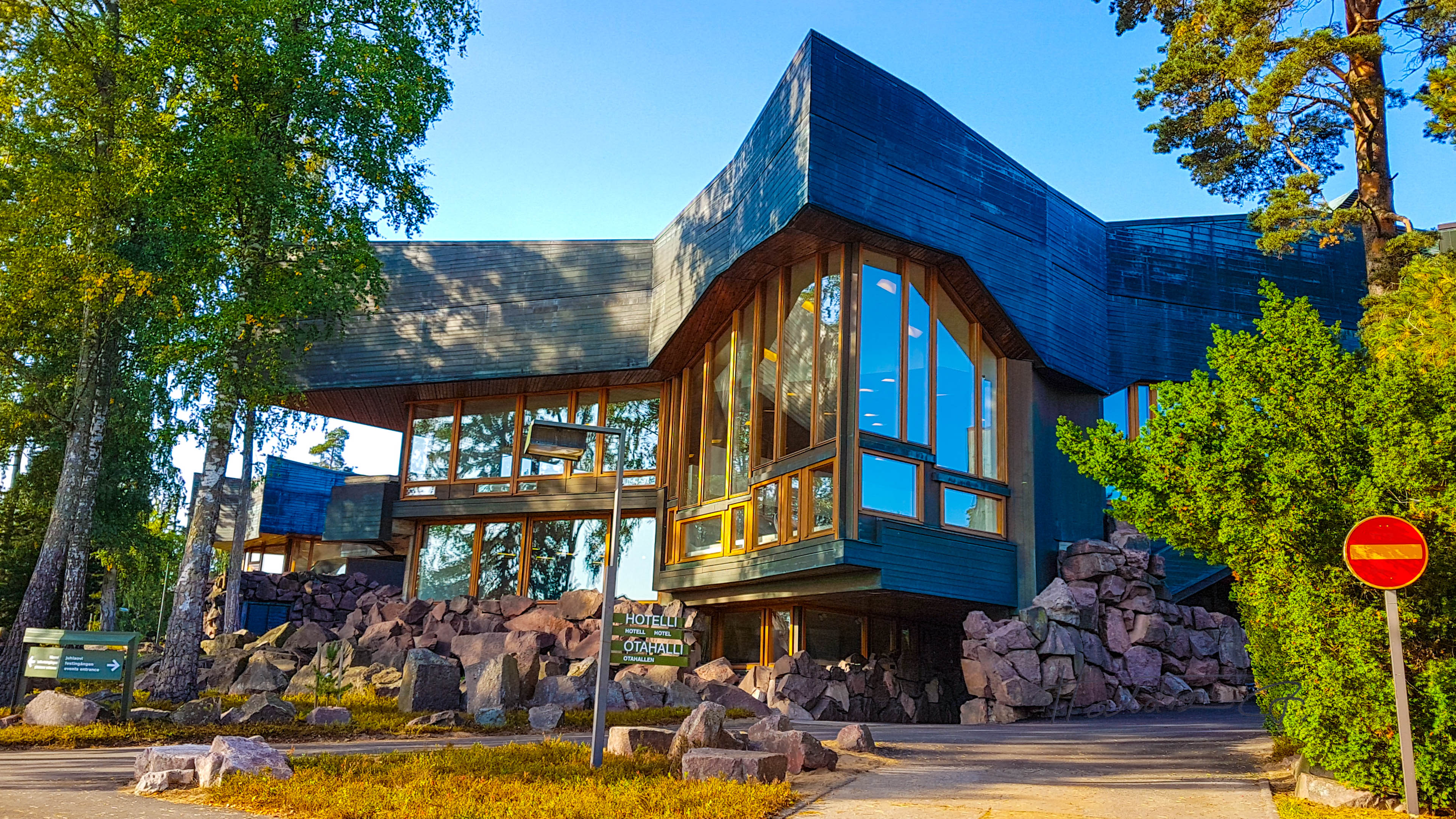
Dipoli, 2017